# خوزه ماریا نوس
خوزه ماریا نوس (انگلیسی: José Maria Neves؛ زادهٔ ۲۸ مارس ۱۹۶۰) یک سیاست‌مدار اهل کیپ ورد است. وی به‌عنوان نامزد حزب آفریقا برای استقلال کیپ ورد (PAICV) در انتخابات ریاست‌جمهوری کیپ ورد (۲۰۲۱) با ۵۱/۷ درصد آرا نسبت به رقیب خود کارلوس ویگا از حزب جنبش برای دموکراسی (MpD) با ۴۲/۴ درصد آرا به پیروزی رسید.